# تلفيرية باتيسية
تلفيرية باتيسية (الاسم العلمي:Telfairia batesii) هي نوع من النباتات يتبع جنس التلفيرية من الفصيلة القرعية.